# 群芳駅
群芳駅（ぐんほう-えき）は中華人民共和国北京市通州区に位置する北京地下鉄7号線の駅である。

## 駅構造

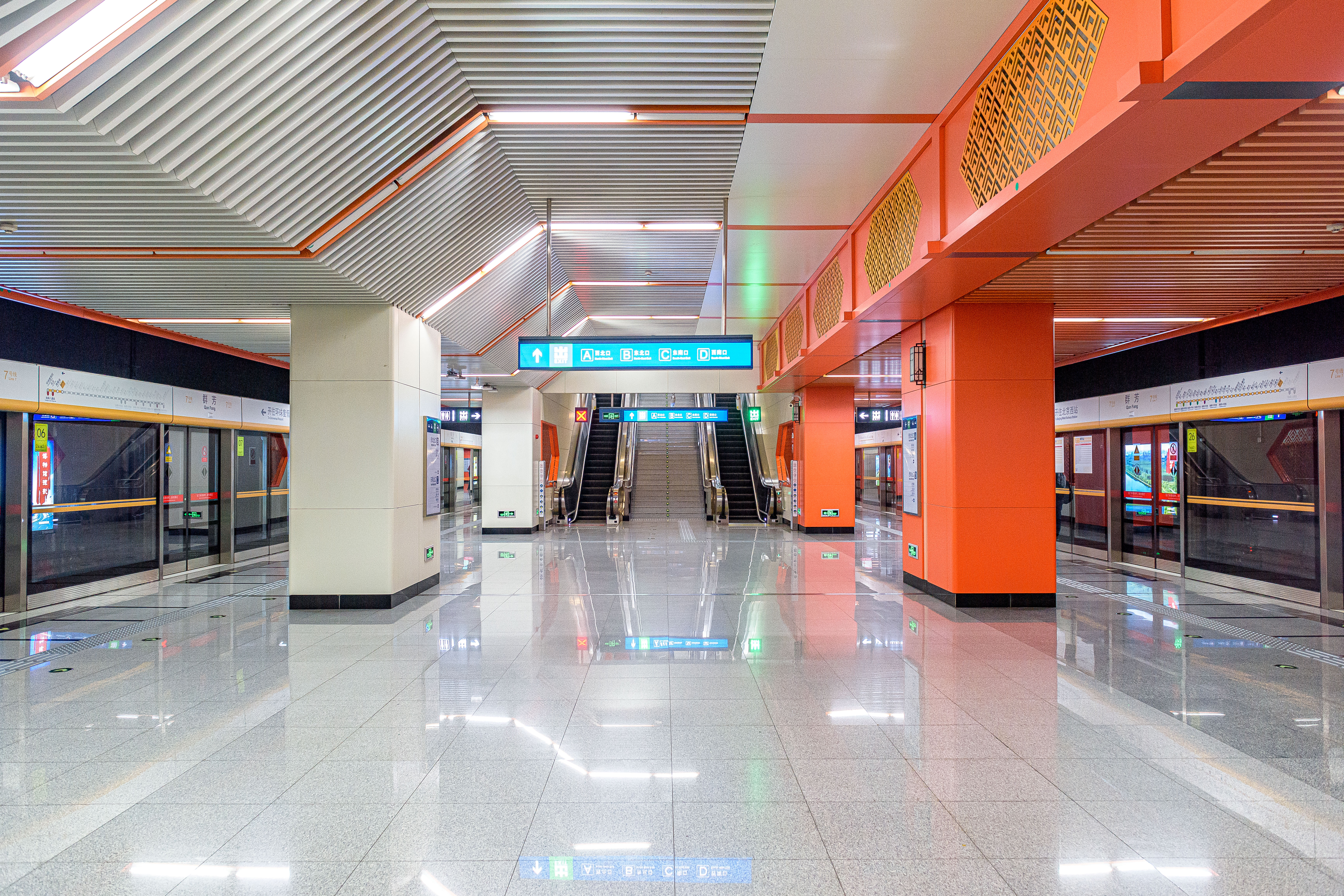
ホーム

島式ホーム1面2線の地下駅である。

## 駅周辺
- 群芳二園東区

## 歴史
- 2019年12月28日 - 開業。

## 隣の駅
北京地下鉄
■7号線
万盛東駅 - 群芳駅 - 高楼金駅
座標: 北緯39度51分44秒 東経116度39分53秒 / 北緯39.862260度 東経116.664728度